# Suvaja (gmina Blace)
Suvaja (cyr. Суваја) – wieś w Serbii, w okręgu toplickim, w gminie Blace. W 2011 roku liczyła 57 mieszkańców.